# پایگاه نیروی هوایی آر. آی. بونگ
 پایگاه نیروی هوایی آر. آی. بونگ (به انگلیسی: R.I. Bong Air Force Base) یک فرودگاه نظامی است که یک باند فرود بتن (Planned) دارد و طول باند آن ۳۹۳۲ متر است. این فرودگاه در کشور ایالات متحده آمریکا قرار دارد و در ارتفاع ۲۴۴ متری از سطح دریا واقع شده است.